# Cianaga
Cianaga is een bestuurslaag in het regentschap Sukabumi van de provincie West-Java, Indonesië. Cianaga telt 5057 inwoners (volkstelling 2010).